# Zubrzec (gmina)
Zubrzec – dawna gmina wiejska w powiecie buczackim województwa tarnopolskiego II Rzeczypospolitej. Siedzibą gminy był Zubrzec.
Gminę utworzono 1 sierpnia 1934 r. w ramach reformy na podstawie ustawy scaleniowej z dotychczasowych gmin wiejskich: Leszczańce, Porchowa, Soroki, Zubrzec i gminy Żyznomierz.
Na początku 1937 starosta buczacki Adam Fedorowicz-Jackowski otrzymał honorowe obywatelstwo gminy Zubrzec (dyplom wręczył wójt, baron Harsdorf).
Od września 1939 do lipca 1941 gmina znajdowała się pod okupacją ZSRR, a 1 sierpnia 1941 weszła w skład Generalnego Gubernatorstwa i nowo utworzonego dystryktu Galicja, gdzie jednocześnie została zniesiona przez włączenie do nowo utworzonej gminy Buczacz (gromady Leszczańce, Soroki i Żyznomierz) i do gminy Koropiec (gromady Porchowa i Zubrzec) w powiecie czortkowskim (Kreishauptmannschaft Czortków).
Po II wojnie światowej obszar dawnej gminy znalazł się w ZSRR.